# رالف لیوار
رالف لیوار (استونیایی: Ralf Liivar; ۲ آوریل ۱۹۰۳ – ۱۴ ژوئن ۱۹۹۰) بازیکن فوتبال اهل استونی بود.
از باشگاه‌هایی که در آن بازی کرده‌است می‌توان به باشگاه فوتبال تالینا کالو اشاره کرد.
وی همچنین در تیم ملی فوتبال استونی بازی کرده‌است.